# Lista över fornlämningar i Mörbylånga kommun (Ventlinge)
Lista över fornlämningar i Mörbylånga kommun (Ventlinge) är en förteckning av ett urval av de fornlämningar som finns i Ventlinge i Mörbylånga kommun.